# Ligue francophone belge de baseball–softball
La Ligue francophone belge de baseball–softball (LFBBS) est l'instance gérant le baseball et le softball en Belgique francophone. 

## Clubs
- Brussels Kangaroos
- Frameries Athletics
- La Louvière Snarling Wolves
- Liège Rebel Foxes
- Mont-saint-Guibert Phoenix
- Namur Angels
- Seraing Brown Boys
- Tournai Celtics
- Braine-le-Château Black Rickers
- Andenne Black Bears
- Binche Guardians
- Silly Devil Rays
- Marche-en-Famenne Crack's

## Compétitions
- La LFBBS organise le Challenge LFBBS, une compétition à élimination directe opposant les équipes francophones belges.
- Les clubs de la LFBBS participe au Championnat de Belgique de baseball organisé par la fédération belge de baseball et softball (FRBBS)